# Pierre&Marie (collectif d'artistes)

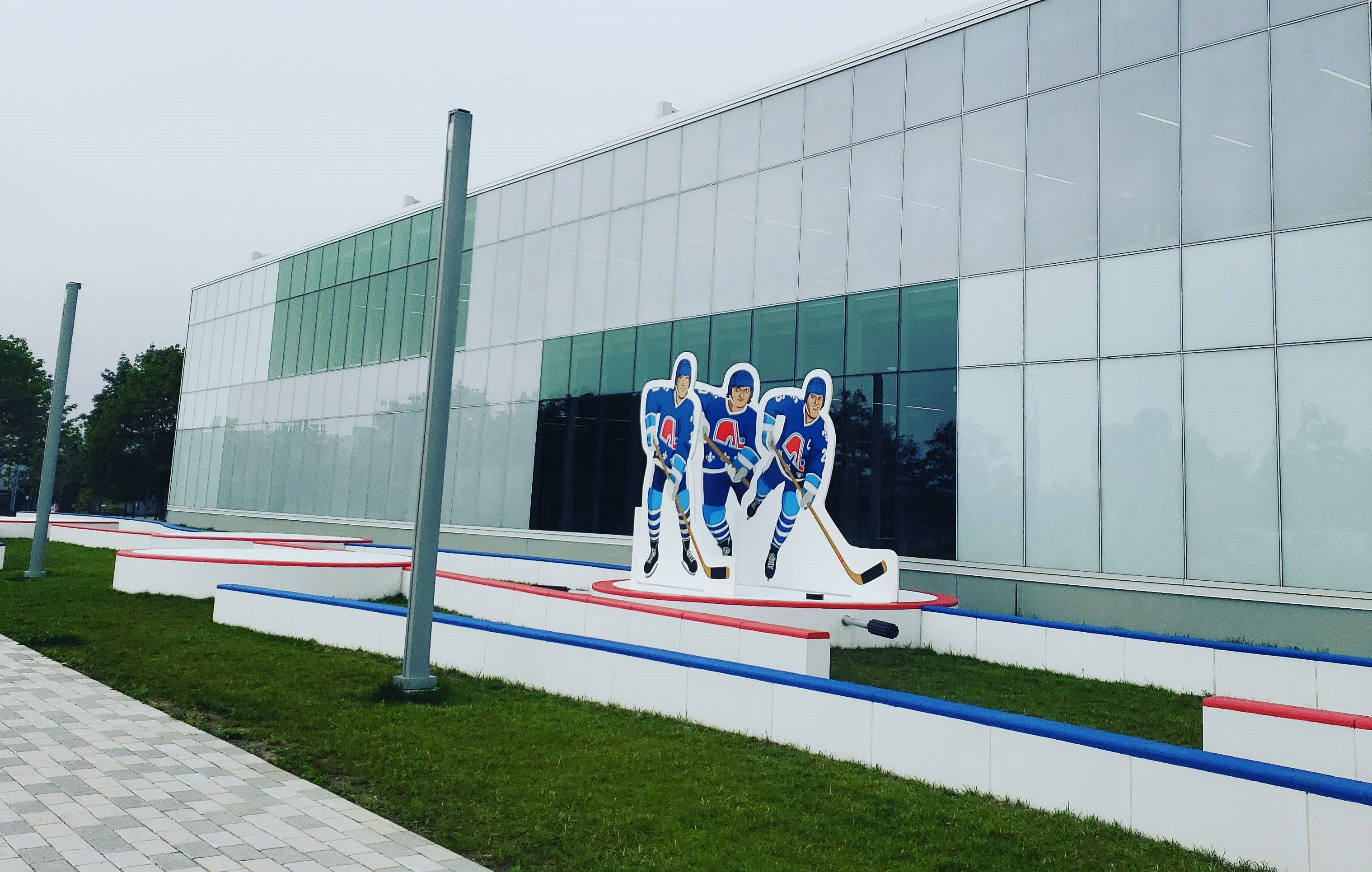
Toucher la cible par le collectif Pierre&Marie à la place Jean-Béliveau en hommage à Peter, Anton et Marian Stastny

Pierre&Marie est un collectif d'artistes québécois composé de Pierre Brassard né en 1978 à Summerside (île-du-Prince-Édouard) et de Marie-Pier Lebeau Lavoie, née en 1983 à Québec.

## Biographie
Ce collectif possède plus de dix ans de pratique artistique et explore différentes disciplines dont la sculpture, l'installation, la photographie ainsi que l'art public. Autodidactes, leur formation première est l'ébénisterie. Ils ont à leur actif, plus d'une trentaine d’expositions individuelles et collectives dont une participation à Manif d'art 8 : la biennale de Québec : L'art de la joie.
"Voguant sur les marées noires du terrorisme, de la guerre, du conflit, de la surconsommation et du banal quotidien, le duo Pierre&Marie est passé maître dans l’art du changement d’échelles allant du particulier au général. Le travail de Pierre Brassard et de Marie-Pier Lebeau souligne la popularité grandissante de l’industrie du divertissement, baume à effet passager sur nos rythmes de vie effrénés". 

## Prix et distinctions
- 2024 : Prix d’excellence des arts et de la culture, Prix Ville de Québec - art public
- 2023 : Prix d’excellence des arts et de la culture, Prix Videre Création en arts visuels

## Expositions solos
- 2011 : Industries, Bibliothèque Neufchâtel et Galerie du faubourg (Institut Canadien de Québec), Québec, QC, Canada
- 2013 : Grenade, ballon et artifices, Centre Regart, Lévis, QC, Canada
- 2014 :
  - Grenade, ballon et artifices, Galerie Art Mûr, Montréal, QC, Canada[4]
  - Bref et scintillant, Centre d'exposition Raymond-Lasnier, Trois-Rivières, QC, Canada[5]
- 2015 :
  - Grenade, ballon et artifices (version 2015), Maison de la culture Frontenac, Montréal, QC, Canada[3]
  - Grenade, ballon et artifices (version 2015), Langage Plus, Alma, QC, Canada
- 2018 : À force de briller, Maison de la culture Longueuil, Longueuil, QC, Canada
- 2020 : 
  - Les paysages révolutionnaires, 6e édition, Lumière sur l'art, Société de développement commercial de Montcalm-Quartier des arts et MNBAQ, Québec, QC, Canada[6]
  - Une lumineuse fin du monde, Espace Parenthèse, CÉGEP de Sainte-Foy, Québec, QC, Canada[1]
- 2021 : 
  - Parmi les monstres, Musée régional de Rimouski, Rimouski, QC, Canada, commissaire Ève De Garie-Lamanque[7]
  - À quoi rêve-t-on dans l’abîme?, Centre d’exposition Art-image, Gatineau, QC, Canada[8]

- 2023 :
  - Des sanctuaires au cœur des brasiers, Jardin d'hiver, exposition centrale de la Manif d'art, Québec[9]

## Expositions collectives
- 2011 : Linen Diaspora, moulin de la Chevrotière de Deschambault-Grondines, 4e Biennale internationale du lin de Portneuf, Portneuf, QC, Canada[10]
- 2012 : Linen Diaspora, R-Space Gallery, Lisburn, Royaume-Uni[11],[12]
- 2013 : Identité et contrastes, Maison de la culture Frontenac, Montréal, QC, Canada
- 2015 : La Pyramide, projet collectif de Samuel Roy-Bois, Œil de poisson, Québec, QC, Canada
- 2016 : 
  - Grandeur nature, Galerie Art Mûr, Montréal, QC, Canada[13]
  - Faux-semblants, Centre Lethbridge de la bibliothèque du boisé, Montréal, QC, Canada[14]
- 2017 : L’art de la joie, Musée national des beaux-arts de Québec, Manif d'art 8 - Biennale de Québec, Québec, QC, Canada[15]
- 2019 : 
  - Répliques, Centre d'exposition de l'Université de Montréal, Montréal, QC, Canada[16]
  - Fichier Temporaire, Centre Sagamie, Alma, QC, Canada[17]
- 2020 : Habiter demain, exposition virtuelle avec Art Souterrain, Montréal, QC, Canada[18]

## Musées et collections publiques
- Collection Desjardins
- Collection d’œuvres d’art de la Ville de Laval[19]
- Collection d’œuvres d’art de la Ville de Longueuil
- Conseil des arts et des lettres du Québec
- Musée national des beaux-arts du Québec[20]
- Ville de Montréal (programme d’acquisition d’œuvres d’art dans le réseau Accès culture)